# Cabrillanes
Cabrillanes – gmina w Hiszpanii, w prowincji León, w Kastylii i León, o powierzchni 170,44 km². W 2011 roku gmina liczyła 905 mieszkańców.